# Wiesengrund
Wiesengrund là một đô thị thuộc huyện Spree-Neiße, bang Brandenburg, Đức. Đô thị Wiesengrund có diện tích 50,08 km², dân số thời điểm 31 tháng 12 năm 2006 là 1636 người.